# Lincoln Township (contea di Atchison, Missouri)
La Lincoln Township è una delle undici township degli Stati Uniti d'America della contea di Atchison nello Stato del Missouri. La popolazione era di 378 persone al censimento del 2010.
La Lincoln Township venne fondata nel 1871, e prende il nome da Abraham Lincoln, il 16º presidente degli Stati Uniti.

## Geografia fisica
La Lincoln Township si estende su una superficie di 82,9 miglia quadrate (214,7 km²) e contiene una centro abitato incorporato, Westboro. Essa contiene due cimiteri: Center Grove e Walden Grove.
I flussi Long Branch, Mill Creek e Squaw Creek attraversano questa township.